# Локр
Локр (др.-греч. Λοκρός) — персонаж древнегреческой мифологии, эпоним локров. Герой. 

## Сведения
Сын Фиския (сына Амфиктиона), либо сын Амфиктиона; по ещё одной версии — сын Зевса и Мэры.
Согласно Гесиоду, «выводил во сражения рати лелегов». Приёмный отец Опунта. Жена — Кабая, сын — Локр-младший.
Поссорившись с сыном, решил переселиться. Уколол ногу о шиповник, называемый собачьей колючкой, что исполнило волю оракула, и основал города Фиск, Гианфию и другие.